# Сейдимли
Сейдимли (азерб. Seydimli) — село в Тертерском районе Азербайджана. В ходе Второй Карабахской войны село подвергалось артиллерийским обстрелам со стороны армянских вооружённых формирований.